# Никитино (Богдановщинское сельское поселение)
Ники́тино    — деревня  в  Смоленской области России,  в Сафоновском районе. Население – 3 жителя (2007 год)  .  Расположена в центральной части области  в 28 км к северо-востоку от города Сафонова,  в 5 км севернее автодороги М1 «Беларусь».  В 10 км южнее деревни железнодорожная станция Издешково на линии Москва — Минск.  Входит в состав Богдановщинского сельского поселения.  

## История
В годы Великой Отечественной войны деревня была оккупирована гитлеровскими войсками в сентябре 1941 года, освобождена в 1943 году..